# Club Ciudad de Buenos Aires (pallavolo maschile)
Il Club Ciudad de Buenos Aires è una società pallavolistica argentina, con sede a Buenos Aires: milita nel massimo campionato argentino, la Liga Argentina de Voleibol; fa parte dell'omonima società polisportiva.

## Storia
Il Club Ciudad de Buenos Aires nasce all'interno dell'omonima società polisportiva fondata nel 1920. Nel 2013 centra la promozione in Liga Argentina de Voleibol, esordendovi nella stagione 2013-14, chiusa al sesto posto, seguito dal quinto posto nella stagione successiva. Nel campionato 2015-16 si classifica solo settimo in campionato, ma raggiunge la prima finale della propria storia nella Coppa Máster 2015, uscendo sconfitto contro il Bolívar, mentre nel campionato seguente sale per la prima volta sul podio del campionato argentino, terminando il torneo in terza posizione, e raggiunge la finale del Torneo Pre Sudamericano 2017, sconfitto ancora dal Bolívar.
Nella stagione 2017-18 vince il primo trofeo della propria storia, aggiudicandosi la Coppa ACLAV 2017 ai danni dell'UPCN, mentre nella Liga Argentina de Voleibol conclude l'annata al quarto posto.

## Rosa 2017-2018
| N° | Nome               | Ruolo | Data di nascita  | Nazionalità sportiva |
| -- | ------------------ | ----- | ---------------- | -------------------- |
| 1  | Agustín Loser      | C     | 12 ottobre 1997  | Argentina            |
| 2  | Luciano Coto       | S     | 26 marzo 1998    | Argentina            |
| 3  | Jan Martínez       | S     | 28 gennaio 1998  | Argentina            |
| 4  | Sergio Soria       | C     | 20 aprile 1997   | Argentina            |
| 5  | Ignacio Fernández  | L     | 7 giugno 1994    | Argentina            |
| 6  | Gustavo Vaca       | S/O   | 13 aprile 1991   | Argentina            |
| 7  | Luciano Palonsky   | S     | 8 luglio 1999    | Argentina            |
| 8  | Franco Quinteros   | P     | 7 marzo 2000     | Argentina            |
| 9  | Juan Pablo Thomas  | S     | 20 febbraio 1997 | Argentina            |
| 10 | Gaspar Bitar       | P     | 19 novembre 1995 | Argentina            |
| 11 | Sergio Frías       | C     | 26 gennaio 1999  | Argentina            |
| 12 | Joaquín Gallego    | C     | 21 novembre 1996 | Argentina            |
| 13 | Santiago Darraidou | S/O   | 24 novembre 1980 | Argentina            |
| 14 | Ezequiel Palacios  | S     | 2 ottobre 1992   | Argentina            |
| 16 | Federico Arquez    | P     | 24 gennaio 2000  | Argentina            |
| 17 | Octavio Paye       | S/O   | 11 novembre 1995 | Argentina            |
| 18 | Damián Zalcman     | L     | 9 novembre 1997  | Argentina            |

## Palmarès
- Coppa ACLAV: 1

2017